# APOEL Nicosie
Maillots
Le Athlitikós Podosferikós Ómilos Ellínon Lefkosías (en grec moderne : Αθλητικός Ποδοσφαιρικός Όμιλος Ελλήνων Λευκωσίας, plus couramment abrégé en APOEL Nicosie ou plus simplement en APOEL (en grec moderne : Α.Π.Ο.Ε.Λ.), est un club chypriote de football professionnel fondé en 1926 et basé à Nicosie, la capitale du pays.
Club le plus titré du championnat chypriote, l'APOEL Nicosie réussit en 2012 l'exploit de se qualifier pour les quarts de finale de la Ligue des champions.

## Histoire du club

### 1926–1929: genèse
Le club a été formé le 8 novembre sous le nom de POEL (grec moderne : ΠΟΕΛ; Ποδοσφαιρικός Όμιλος Ελλήνων Λευκωσίας, français : Club de Football Grec de Nicosie). Le club a vu le jour quand un groupe de quarante personnes, avec une vision commune, se sont rencontrés, et ont tablé sur des bases pour la création d'un club de football qui représenterait tous les Grecs de la capitale. La réunion a eu lieu lors d'une confiserie traditionnelle, détenue par Charalambos Hadjioannou, dans le centre-ville de Nicosie dans la rue Ledra. Il a été décidé que le premier président du club soit Giorgos Poulias. Le premier siège du club est l'« Athenians Club » (Λέσχη Αθηναίων) dans la rue Ledra.
Après un voyage à Alexandrie, en Égypte, en 1927, les joueurs ont montré des qualités d'athlètes sur piste (Athlétisme), et donc l'assemblée générale de 1928 a décidé de créer une équipe d'athlétisme en plus de l'équipe de football. Le nom APOEL a été adoptée pour tenir compte de cela, avec le A pour Athletic. Peu de temps après une équipe de volley-ball et une équipe de tennis de table ont vu le jour.

### Les années 1930: les premiers championnats
Chypre n'a pas eu de ligue nationale avant 1932. Les clubs de football de l'époque ont joué des matches amicaux seulement. En 1932, Pezoporikos Larnaca a organisé une ligue non officielle, la première ligue à l'échelle de l'île, et elle a été remportée par l'APOEL après avoir battu l'AEL Limassol sur la finale avec 4-0. En 1934, il y avait un désaccord entre le Trast AC et l'Anorthosis Famagouste sur l'organisation de la quatrième édition. L'APOEL et l'AEL Limassol a organisé une réunion pour la fondation d'un organisme à l'échelle nationale d'administration et un officiel de la ligue à l'échelle nationale. La réunion a eu lieu au siège de l'APOEL, et le 23 septembre 1934, la création de la Cyprus Football Association a été convenu. Deux ans plus tard, l'équipe de football APOEL a fêté son premier titre de championnat de Chypre officiel. APOEL a également remporté le championnat pour les quatre années suivantes, ce qui rend cette période, un grand succès pour le club avec 5 titres consécutifs (1936-1940).

### Les conflits de 1948
La politique allait cependant bientôt déclencher des conflits au sein de l'équipe. Le 23 mai 1948, le conseil d'administration du club envoie un télégramme à l'Association hellénique d'athlétisme amateur (grec moderne : Σ.Ε.Γ.Α.Σ., SEGAS), à l'occasion de la compétition annuelle d'athlétisme hellénique, qui comprenait que « la rébellion » est terminée. Plusieurs membres du club de gauche ont perçu le télégramme comme un commentaire politique sur la guerre civile grecque et ils se sont éloignés du club. Quelques jours plus tard, le 9 juin, ils fondèrent Omonia Nicosie Football Club. Omonia est à cette date, le grand rival de l'APOEL et il y a eu une animosité traditionnelle entre les fans des deux équipes.

### 1963-1964: débuts dans la Coupe des coupes européenne
L'équipe de football a été rapidement à nouveau au complet et a fait ses débuts dans les compétitions européennes (la première participation d'une équipe chypriote en coupe européenne) en 1963, quand ils ont affronté l'équipe norvégienne SK Gjøvik-Lyn en Coupe d'Europe des vainqueurs de coupe de football. Les deux victoires pour APOEL sur les deux matchs (aller 6-0, et retour 1-0) a marqué le premier succès APOEL en compétition européenne, le club est devenu ainsi la première équipe hellénique à progresser dans une compétition européenne. Le prochain tour contre les vainqueurs du tournoi, le Sporting Clube de Portugal se soldera par la plus lourde défaite jamais enregistré pour l'APOEL (16-1) et de mettre un terme aux débuts européens de l'APOEL.

### La participation réussie au championnat pan-hellénique
Le club accroche d'autres triomphes au début des années 1970. En 1973, le doublé national a été réalisé avec l'entraîneur Panos Markovic (en). L'année suivante, l'APOEL est devenu la seule équipe chypriote à n'avoir jamais été relégué du Championnat de Grèce de football. C'est aussi la dernière saison que le club a joué dans le championnat grec, en effet l'année suivante le club revient au championnat chypriote en raison de la situation explosive à Chypre en 1974. 1973 a aussi vu l'équipe de basket-ball de l'APOEL gagner son premier trophée en remportant la coupe nationale. Trois ans plus tard, en 1976, le club réussit à remporter le championnat de basket-ball pour la première fois. La partie volley-ball du club a connu sa période la plus fructueuse entre 1979 et 1985 quand ils ont remporté six championnats et cinq coupes.

### Les années 1980: le retrait de la Coupe des clubs champions européens 1986-1987
Les années 1980 sont une période relativement infructueuse pour APOEL. Ils ont seulement gagné deux championnats (1980, 1986) et une coupe (1984). En 1986 l'APOEL joue contre Beşiktaş pour le second tour de la Coupe des clubs champions européens. C'était la première fois qu'une équipe chypriote fait face à une équipe turque dans une compétition de football européenne. Le gouvernement chypriote interdit à l'APOEL de jouer contre l'équipe turque, ce que le club a fait. L'APOEL a été alors puni de deux ans d'interdiction de toute compétition de l'UEFA. Cette peine a été réduite plus tard à un an.

### Les années 1990: le doublé 1995-1996
Les années 1990 furent une décennie de succès pour APOEL avec trois championnats (1990, 1992, 1996), cinq coupes (1993, 1995, 1996, 1997, 1999) et quatre supercoupes (1992, 1993, 1996, 1999). La saison la plus fructueuse dans les années 1990 a été 1995-1996 dans laquelle APOEL a réalisé un doublé, tout en restant invaincu en championnat. L'équipe de basket-ball a remporté un double sur la même saison, ce qui rend cette saison l'idéal pour une célébration du 70e anniversaire de la création du club.

### Formation de l'APOEL Football Ltd
En 1996, l'APOEL Football Ltd a été créée. Ceci a eu un effet significatif sur le club, car il séparait les activités de l'équipe de football de celles du club sportif. La constitution de la société a été rendue nécessaire par les difficultés financières de l'équipe face à l'époque. L'entreprise a commencé ses opérations avec un capital de 600 000 £CY,.

### 2002-2003: la campagne européenne
En 2002, l'équipe de football effectue un impressionnant parcours européen, en jouant dix matchs avant d'être éliminée, un exploit remarquable pour un club chypriote. L'équipe participe à la Ligue des champions et est éliminé par l'AEK Athènes lors du troisième tour de qualification. Reversé en Coupe UEFA l'équipe passe le premier tour et est éliminée au deuxième tour par l'Hertha BSC.

### 2009-2010: première phase de groupes enLigue des champions

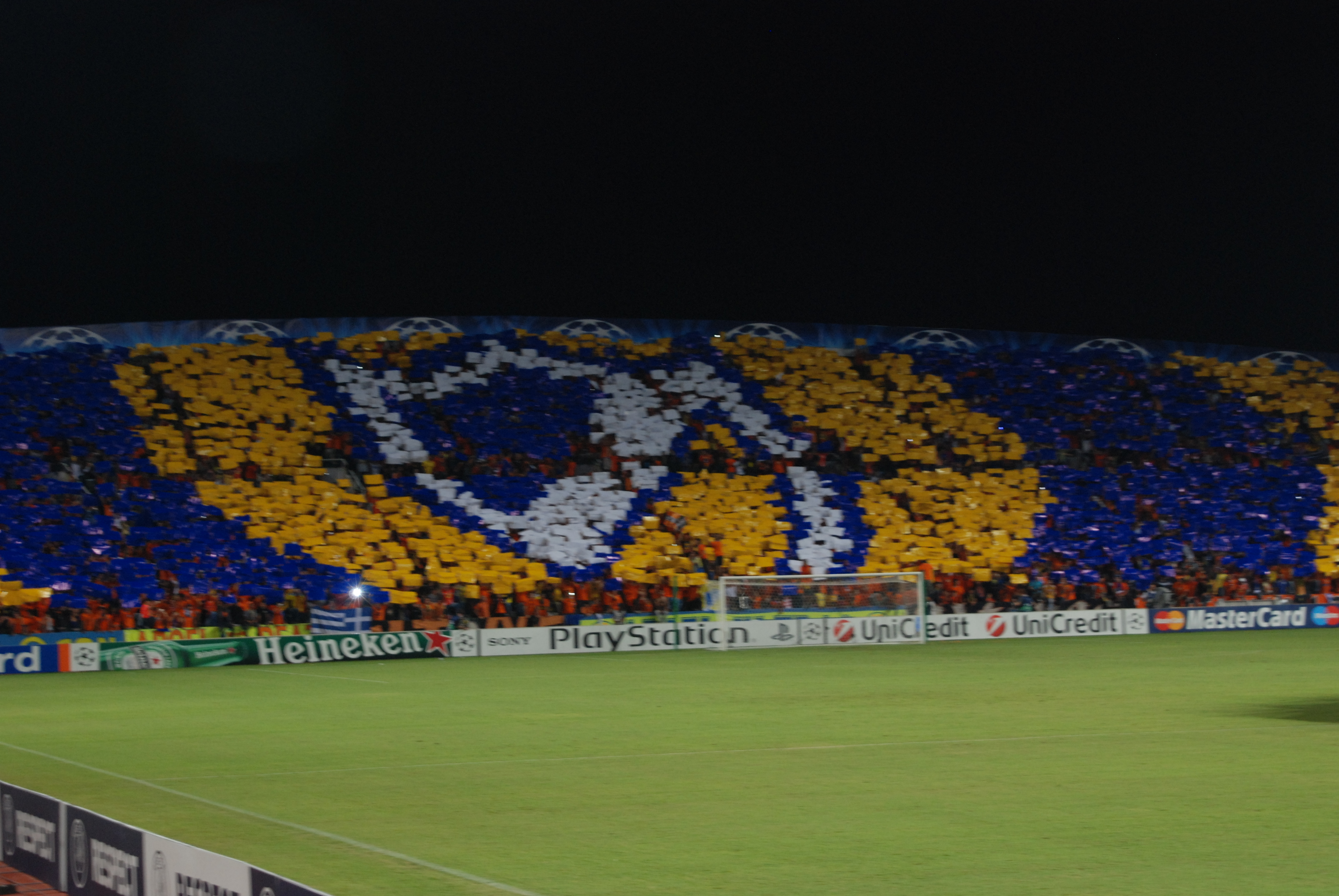
Supporters de l'APOEL lors du match contre Chelsea

Cependant, un premier succès du club dans les compétitions européennes vient le 26 août 2009, lorsque l'équipe élimine le FC Copenhague en tour qualification de la Ligue des champions en remportant 3-2 sur l'ensemble des deux matchs et atteint la phase de groupes de la Ligue des champions 2009-2010. L'APOEL dans le Groupe D, doit faire face au Chelsea FC, au FC Porto et à l'Atlético Madrid. APOEL fait ses débuts dans la Ligue des champions, en obtenant un match nul 0-0 contre l'Atlético de Madrid au premier match au stade Vicente Calderón. Au deuxième match face à des géants anglais Chelsea FC l'équipe chypriote est battue par un but de Nicolas Anelka à la 18e minute. Dans la troisième journée, l'APOEL joue contre le FC Porto au Dragão : le club prend les devants à la 22e minute sur le but contre son camp de Álvaro Pereira, mais perd finalement quand Hulk marque deux buts (33e et 48e minute). Suit un autre match contre le FC Porto, mais cette fois, à Nicosie. APOEL succombe face à la supériorité des Portugais et perd à la 84e minute après le but de Radamel Falcao. Le cinquième match de la Ligue des champions, Groupe D, voit l'APOEL se neutraliser avec l'Atletico Madrid 1-1 au stade GSP. APOEL prend l'avantage dans le cinquième match après que Nenad Mirosavljević marque, mais l'Atlético de Madrid égalise avec le Portugais Simão Sabrosa à la 62e. Pour la journée 6, le 8, l'APOEL se rend à Londres pour jouer contre Chelsea FC. À Stamford Bridge, l'équipe a le soutien de 6 000 supporteurs venus de Chypre. APOEL a dit adieu à la Ligue des champions avec ce match terminé sur un nul 2-2 durant lequel il prend les devants tôt (6e minute) avec le but de Marcin Żewłakow, mais Chelsea reprend l'avantage après 20 minutes avec deux buts de Michael Essien, et de Didier Drogba ; APOEL ne baisse pas les bras et égalise avec Nenad Mirosavljević à la 87e minute. L'APOEL termine quatrième dans le groupe avec le même nombre de points que l'Atlético Madrid. Le club rate la qualification pour la Ligue Europa, en raison du but à l'extérieur marqué à Nicosie par les Madrilènes.

### 2011-2012: première phase finale en Ligue des champions
Lors de la saison 2011-2012, l'APOEL atteint assez facilement les barrages de la Ligue des champions. Alors opposé au Wisła Cracovie, le club chypriote perd au match aller mais refait son retard lors du match retour. Cependant, il doit arracher sa qualification lors des derniers instants du match, le club polonais ayant réduit l'écart.
Lors du tour suivant, l'APOEL Nicosie finit premier de son groupe, se classant devant les clubs du Zénith Saint-Pétersbourg, du FC Porto et du Chakhtar Donetsk, un véritable exploit.
L'APOEL est le premier club chypriote à atteindre les huitièmes de finale de cette compétition et il y affronte l'Olympique lyonnais. Il s'agit de la seconde confrontation avec un club français après le match contre le Paris Saint-Germain, joué lors de la Coupe des coupes 1993-1994. Le match aller de ces huitièmes de finale, disputé au stade de Gerland, se termine sur une défaite 0-1 des Chypriotes. Cette défaite est vite effacée au match retour et l'APOEL arrache sa qualification aux tirs au but (4-3), après deux arrêts de Dionýsis Chiótis face à Alexandre Lacazette et Michel Bastos, inscrivant ainsi une nouvelle page dans l'histoire du club et du football chypriote, ainsi qualifié pour la première fois en quart de finale de Ligue des champions et qui affrontera le 27 mars le Real Madrid en match aller à Nicosie (défaite 0-3), et le match retour le 4 avril à Santiago Bernabeu, Madrid (défaite 5-2).

## Bilan sportif

### Palmarès
| Compétitions nationales |
| \| - Championnat de Chypre (29) : - Champion : 1935-36, 1936-37, 1937-38, 1938-39, 1939-40, 1946-47, 1947-48, 1948-49, 1951-52, 1964-65, 1972-73, 1979-80, 1985-86, 1989-90, 1991-92, 1995-96, 2001-02, 2003-04, 2006-07, 2008-09, 2010-11, 2012-13, 2013-14, 2014-15, 2015-16, 2016-17, 2017-18, 2018-19 et 2023-24. - Vice-champion : 1940-41, 1944-45, 1945-46, 1950-51, 1953-54, 1955-56, 1962-63, 1963-64, 1966-67, 1975-76, 1976-77, 1977-78, 1978-79, 1980-81, 1984-85, 1986-87, 1987-88, 2004-05, 2007-08, 2009-10, 2011-12 et 2022-23. - Coupe de Chypre (21) : - Vainqueur : 1936-37, 1940-41, 1946-47, 1950-51, 1962-63, 1967-68, 1968-69, 1972-73, 1973-76, 1977-78, 1978-79, 1983-84, 1992-93, 1994-95, 1995-96, 1996-97, 1998-99, 2005-06, 2007-08, 2013-14 et 2014-15. - Finaliste : 1934-35, 1938-39, 1944-45, 1945-46, 1947-48, 1948-49, 1963-64, 1985-86, 1999-00, 2009-10, 2016-17 et 2018-19. - Supercoupe de Chypre (14) : - Vainqueur : 1963, 1984, 1986, 1992, 1993, 1996, 1997, 2002, 2004, 2008, 2009, 2011, 2013 et 2019. - Finaliste : 1951, 1952, 1964, 1968, 1979, 1980, 1990, 1995, 1999, 2006, 2007, 2014, 2015 et 2016. \| |
| - Championnat de Chypre (29) : - Champion : 1935-36, 1936-37, 1937-38, 1938-39, 1939-40, 1946-47, 1947-48, 1948-49, 1951-52, 1964-65, 1972-73, 1979-80, 1985-86, 1989-90, 1991-92, 1995-96, 2001-02, 2003-04, 2006-07, 2008-09, 2010-11, 2012-13, 2013-14, 2014-15, 2015-16, 2016-17, 2017-18, 2018-19 et 2023-24. - Vice-champion : 1940-41, 1944-45, 1945-46, 1950-51, 1953-54, 1955-56, 1962-63, 1963-64, 1966-67, 1975-76, 1976-77, 1977-78, 1978-79, 1980-81, 1984-85, 1986-87, 1987-88, 2004-05, 2007-08, 2009-10, 2011-12 et 2022-23. - Coupe de Chypre (21) : - Vainqueur : 1936-37, 1940-41, 1946-47, 1950-51, 1962-63, 1967-68, 1968-69, 1972-73, 1973-76, 1977-78, 1978-79, 1983-84, 1992-93, 1994-95, 1995-96, 1996-97, 1998-99, 2005-06, 2007-08, 2013-14 et 2014-15. - Finaliste : 1934-35, 1938-39, 1944-45, 1945-46, 1947-48, 1948-49, 1963-64, 1985-86, 1999-00, 2009-10, 2016-17 et 2018-19. - Supercoupe de Chypre (14) : - Vainqueur : 1963, 1984, 1986, 1992, 1993, 1996, 1997, 2002, 2004, 2008, 2009, 2011, 2013 et 2019. - Finaliste : 1951, 1952, 1964, 1968, 1979, 1980, 1990, 1995, 1999, 2006, 2007, 2014, 2015 et 2016.       |

### Records du club
- Plus grande victoire en Championnat : 17-1 contre  Aris Limassol lors de la saison 1966-67
- Plus grande défaite en Championnat : 6-1 contre  Nea Salamina lors de la saison 1997-98
- Plus grande victoire en compétition européenne :

6-0 contre  FK Gjøvik-Lyn pendant la Coupe d'Europe des vainqueurs de coupe, match aller du tour préliminaire, 1963-64
6-0 contre  HB Tórshavn pendant la Coupe d'Europe des vainqueurs de coupe, 1997-1998
- Plus grande défaite en compétition européenne : 16-1 contre  Sporting CP pendant la Coupe d'Europe des vainqueurs de coupe, au premier tour préliminaire retour 1963-64[17]
- Plus grand nombre de matchs de Championnat consécutifs sans défaite : 34 - Du 18 septembre 1946 au 23 novembre 1949.
- Plus grand nombre de victoires consécutives Championnat : 16 - Du 21 décembre 2008 au 11 avril 2009.
- Plus grand nombre de points en une saison de Championnat :

Système des trois points pour une victoire : 82 lors de la saison 2008-09
Système des deux points pour une victoire : 51 lors de la saison 1976-77
- Plus grand nombre de buts marqués en une saison en Championnat: 89 lors de la saison 1966-67
- Record d'affluence en Championnat 23 043 contre  Omonia (7 décembre 2002)
- Record d'affluence en compétitions européennes : 22 701 contre  Olympique lyonnais (7 mars 2012)
- Plus grand nombre de matchs joués en Championnat pour le club : 371 -  Giánnos Ioánnou
- Plus grand nombre de buts marqués en Championnat pour le club : 191 -  Giánnos Ioánnou

### Bilan européen
| Compétition              | P  | M   | V  | N  | D   | BP  | BC  | Diff. |
| ------------------------ | -- | --- | -- | -- | --- | --- | --- | ----- |
| Ligue des champions (C1) | 19 | 100 | 30 | 27 | 43  | 101 | 131 | -30   |
| Coupe des coupes (C2)    | 10 | 30  | 6  | 6  | 18  | 27  | 78  | -51   |
| Ligue Europa (C3)        | 21 | 100 | 39 | 20 | 41  | 135 | 135 | 0     |
| Ligue Conférence (C4)    | 3  | 20  | 10 | 5  | 5   | 24  | 20  | +4    |
| Total                    | 53 | 260 | 85 | 58 | 107 | 287 | 364 | -77   |

## Personnalités du club

### Présidents
L'APOEL a eu de nombreux présidents au cours de son histoire. Depuis la création de l'APOEL Football Ltd, les présidents du conseil d'administration de la Société (Chairman) ont pris toutes les fonctions de présidence pour le club de football. Voici les listes complètes :
| Présidents : - 1926-1958 - Georgios Poulias - 1958-1967 - Efthyvolos Anthoullis - 1967-1968 - Mihalakis Triantafyllidis - 1968-1969 - Takis Skarparis - 1969-1971 - Constantinos Loukos - 1971-1974 - Mihalakis Zivanaris - 1974-1975 - Kikis Lazaridis - 1975-1983 - Iakovos Filippou - 1983-1988 - Mihalakis Zivanaris - 1988-1991 - Andreas Papaellinas - 1991-1992 - Kykkos Fotiades - 1992-1994 - Mike Ioannides - 1994-1996 - Christos Triantafyllidis - 1996-1999 - Ouranios Ioannidis - 1999-2000 - Dinos Palmas - 2002-2004 - Dinos Fysentzidis - 2004-2007 - Yiannos Ioannou - 2007-2008 - Costas Schizas - 2008-2009 - Christodoulos Ellinas - 2009–présent - Prodromos Petridis | Chairman : - 1997-1998 - Mike Ioannides - 1998-2000 - Christos Triantafyllidis - 2000-2001 - Harris Papanastasiou - 2001-2006 - Prodromos Petridis - 2006-2008 - Kyriakos Zivanaris - 2008–présent - Fivos Erotokritou |

### Entraîneurs
Mis à jour le 9 mai 2008.
| - 1931-1933 Antone Jean - 1933-1951 József Künsztler - 1951-1952 Pambos Avraamides - 1952-1953 Béla Guttmann - 1953-1954 Pambos Avraamidis - 1954-1955 Schwartz - 1955-1956 Hanz - 1956-1958 Kostas Talianos - 1958-1959 Takis Tsigkis - 1959-1961 Vaggelis Houmis - 1961-1962 Andreas Lazarides - 1962-1963 Jesse Carver - 1963-1964 Neil Franklin - 1964-1965 Kostas Talianos - 1965-1966 Gyula Zsengellér - 1966-1967 Lajos Szendrödi - 1967-1967 Likourgos Arhontidis - 1967-1969 Pambos Avraamides - 1969-1970 Jesse Carver - 1970-1971 Andreas Lazarides - 1971-1972 Ray Wood - 1972-1974 Panos Markovic - 1974-1975 Andreas Lazarides - 1975-1975 Panos Markovic - 1975-1976 Andreas Lazarides - 1976-1977 Savvas Partakis | - 1977-1978 Keith Spurgeon - 1978-1981 Andreas Lazarides - 1981-1983 Mike Ferguson - 1983-1985 Panos Markovic - 1985-1989 Tommy Cassidy - 1989-1990 Giannis Mantzourakis - 1990-1991 Stanko Poklepović - 1991-1993 Jacek Gmoch - 1993-1994 Takis Antoniou - 1994-1995 Giannis Mantzourakis - 1995-1996 Hristo Bonev - 1996-1996 Svetozar Šapurić - 1996-1997 Jacek Gmoch - 1997-1997 Nikos Alefantos - 1997-1998 Kurt Jara - 1998-1998 Andreas Mouskallis - 1998-1998 Costas Georgiou - 1998-1999 Georgios Paraschos - 1999-1999 Slobodan Vuceković - 1999-2000 Andreas Michaelides - 2000-2000 Svetozar Šapurić - 2000-2000 Markos Markou - 2000-2001 Mike Walker - 2001-2002 Eugène Gerards - 2002-2003 Takis Lemonis - 2003-2003 Dušan Uhrin | - 2003-2005 Ivan Jovanović - 2005-2005 Werner Lorant - 2005-2005 Marios Constantinou - 2005-2006 Jerzy Engel - 2006-2008 Marínos Ouzounídis - 2008–2013 Ivan Jovanović - 2013-janvier 2015 Giorgos Donis - jan.-mai 2015 Thorsten Fink - juil.-août 2015 Domingos Paciência - 2015-2016 Temuri Ketsbaia - 2016-2017 Thomas Christiansen - 2017-2018 Giorgos Donis - 2018 Bruno Baltazar - 2018-2019 Paolo Tramezzani - 2019 Thomas Doll - 2019 Loukas Hadjiloukas (en) (intérim) - 2019-2020 Kåre Ingebrigtsen - 2020 Marínos Ouzounídis - 2020-2021 Mick McCarthy - 2021 Sávvas Poursaïtídis - 2021-2022 Sofronis Avgousti (en) - 2022-2023 Vladan Milojević (en) - 2023-2024 Ricardo Sá Pinto - 2024 David Gallego - 2024- José Dominguez |